# Petalostylis labicheoides
Petalostylis labicheoides är en ärtväxtart som beskrevs av Robert Brown. Petalostylis labicheoides ingår i släktet Petalostylis och familjen ärtväxter. IUCN kategoriserar arten globalt som livskraftig. Utöver nominatformen finns också underarten P. l. cassioides.